# 细齿草木犀
细齿草木犀（学名：Melilotus dentatus sp. dentatus）为豆科草木犀属下的一个亚种。

## 扩展阅读
- 維基物種上的相關：细齿草木犀